# Monbéqui

Monbéqui este o comună în departamentul Tarn-et-Garonne din sudul Franței. În 2009 avea o populație de 580 de locuitori.

## Evoluția populației
| An        | 1975 | 1982 | 1990 | 1999 | 2006 | 2009 |
| --------- | ---- | ---- | ---- | ---- | ---- | ---- |
| Populație | 304  | 311  | 273  | 353  | 516  | 580  |

## Monumente

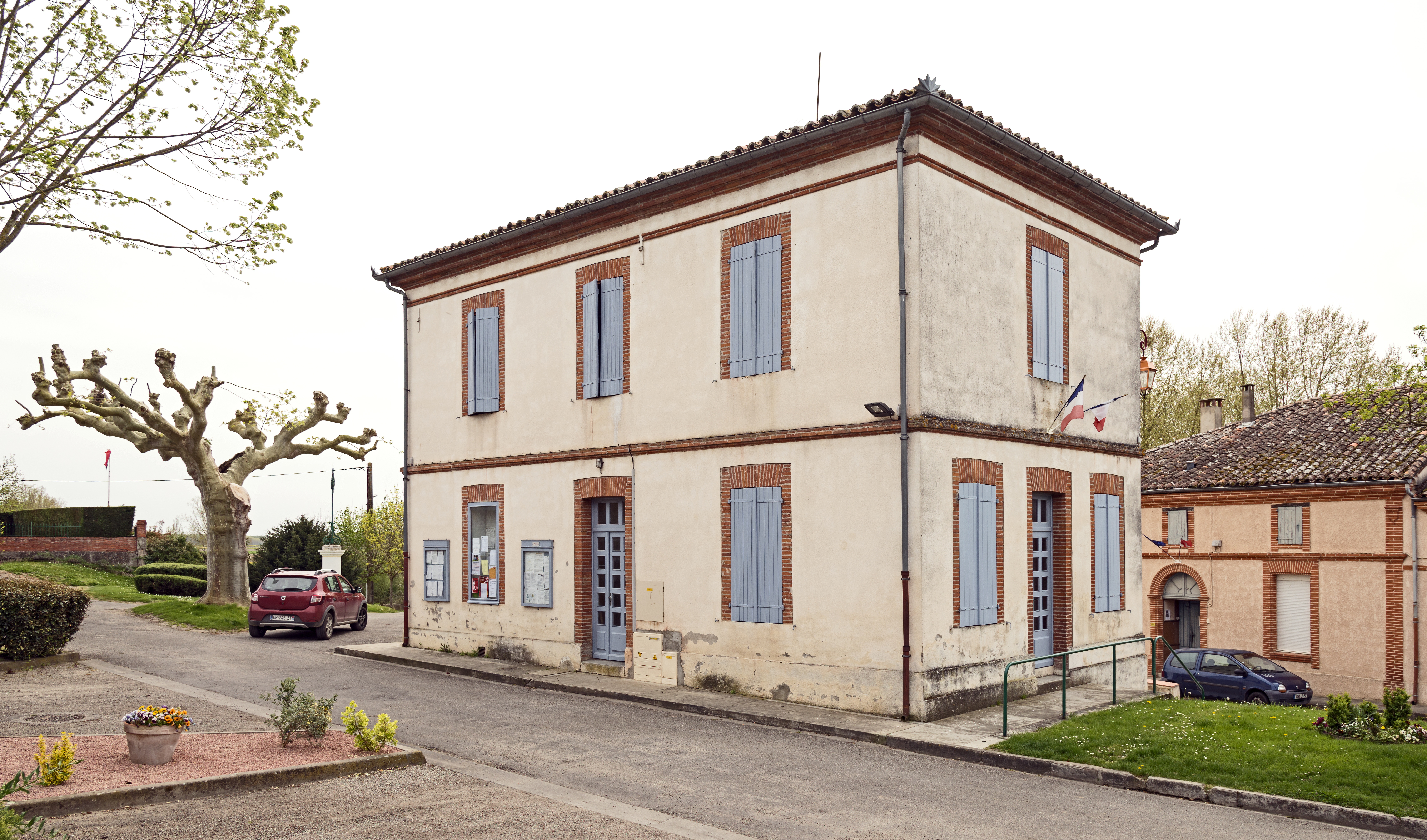
primăria
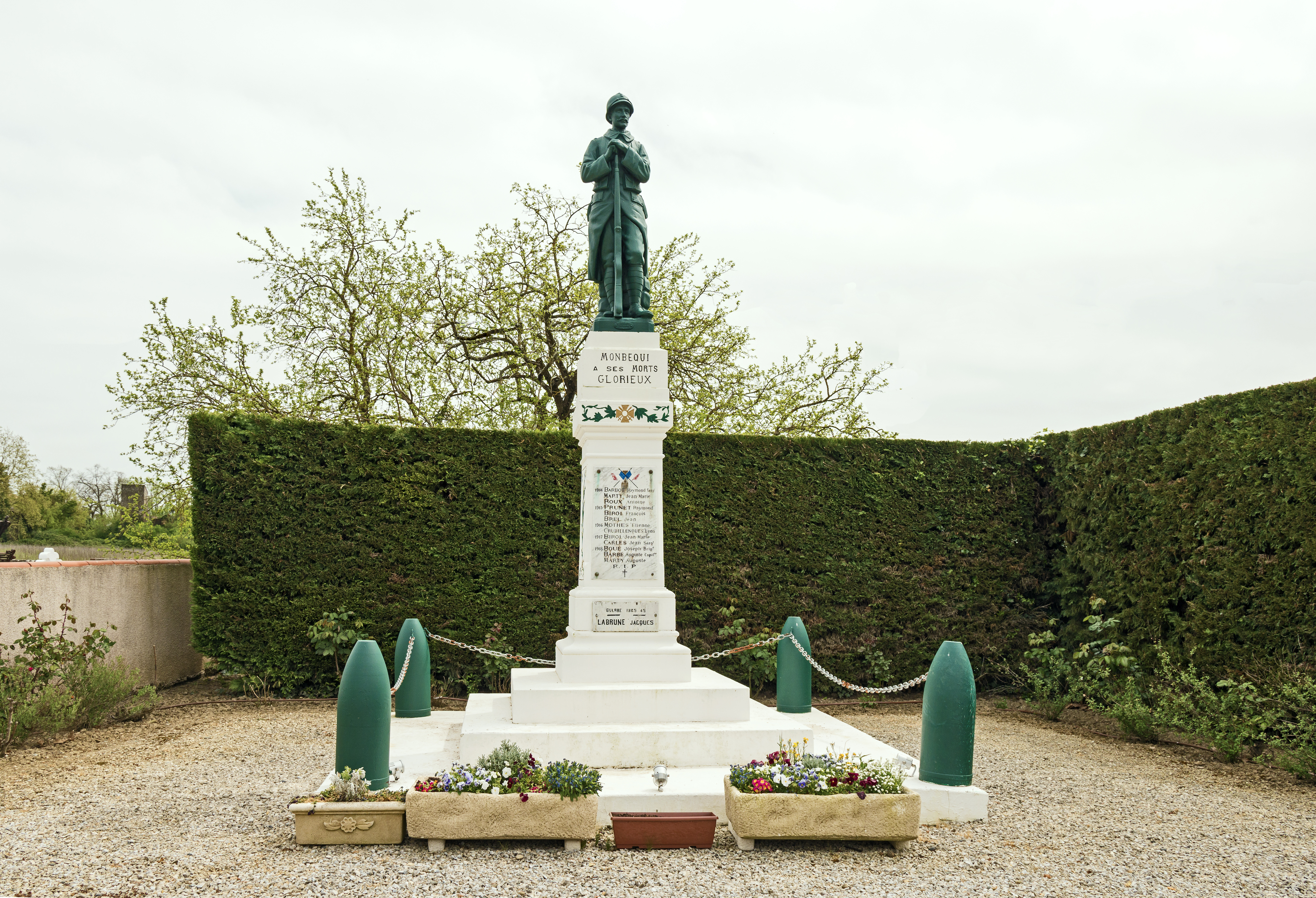
War Memorial
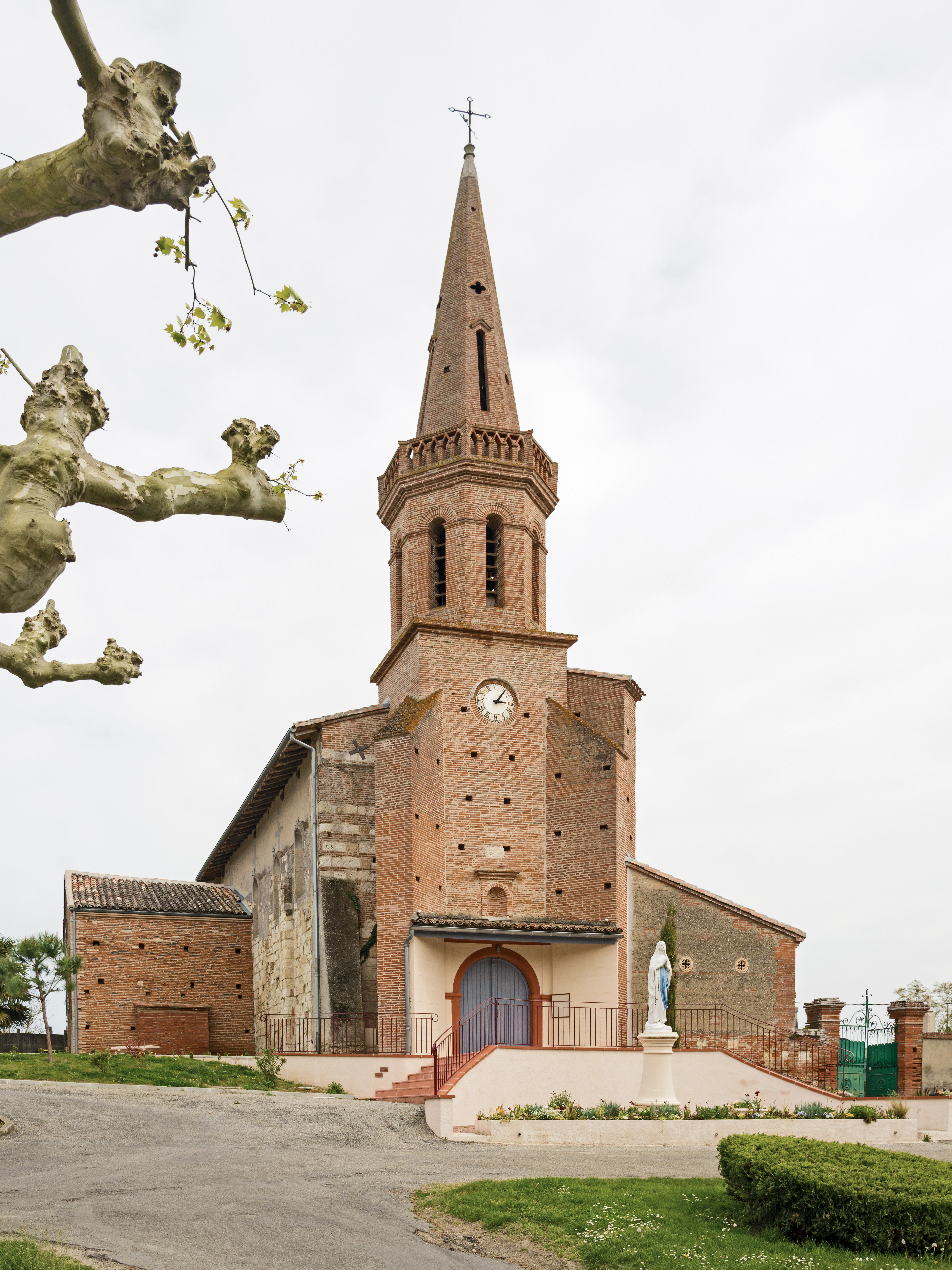
biserica